# Třtina rákosovitá
Třtina rákosovitá (Calamagrostis arundinacea) je druh rostliny z čeledi lipnicovité (Poaceae)

## Popis
Jedná se o vytrvalou trsnatou trávu, dosahující výšky nejčastěji 60–150 cm. Oddenky jsou krátké s krátkými výběžky. Stébla mají 2–3 kolénka, pod latou jsou slabě drsná. Listy jsou střídavé s listovými pochvami, které jsou slabě drsné, dolní krátce srstnaté. Čepele jsou čárkovité, asi 4–7 (řidčeji až 12 mm) široké, ploché, drsné, na bázi chlupaté. Jazýček je 2–4 mm dlouhý, tupý až uťatý. Květenstvím je lata, která se skládá z mnoha klásků, celá lata je víceméně přímá, relativně hustá, v obrysu kopinatá, asi 10–25 cm dlouhá a cca 5 cm široká, po odkvětu stažená. Klásky jsou jednokvěté (s rudimentem druhého květu), světle hnědé až nachově fialové, za zralosti pak slámově žluté, plevy jsou víceméně stejné, 5–6 mm dlouhé, na kýlu drsné, chlupy bazálního věnečku jsou velmi krátké, dosahují jen do čtvrtiny délky pluchy. Plucha je kratší než pleva, je dvouklaná, pětižilná, osina je asi 2x delší než plucha, z klásku zřetelně vyčnívá, je dole zkroucená a kolénkatě vyhnutá, nasazená v dolní části pluchy.
Tyčinky jsou 3. Plodem je obilka. Počet chromozómů je 2n=28.

## Rozšíření ve světě
Třtina rákosovitá je přirozeně rozšířena ve velké části střední, východní a jižní Evropy, v západní a jihozápadní Evropě se vyskytuje jen málo nebo chybí, stejně jako v severnější Skandinávii a jihovýchodní Evropě. Dále je rozšířena na Kavkaze a Asií na východ přes jižní Sibiř až po Japonsko, i když ve východní Asii jsou jisté taxonomické obtíže.

## Rozšíření v Česku
V ČR je to na většině území běžná rostlina, vyskytuje se od nížin do subalpínského stupně.
Vyhledává spíš nevápnité podklady, ale není tak výrazným acidophytem a vyžaduje spíš živnější substrát. Častá je v lesích, např. živnějších acidofilních bučinách, živnějších horských smrčinách, např. u lavinových drah. V subalpínském stupni ji najdeme ve vysokobylinné subalpínské vegetaci, opět na živnějších místech v karech a u lavinových drah, tato společenstva s třtinou rákosovitou bývají často bohatá (oproti porostům s dominancí třtiny chloupkaté).